# Jarowizacja

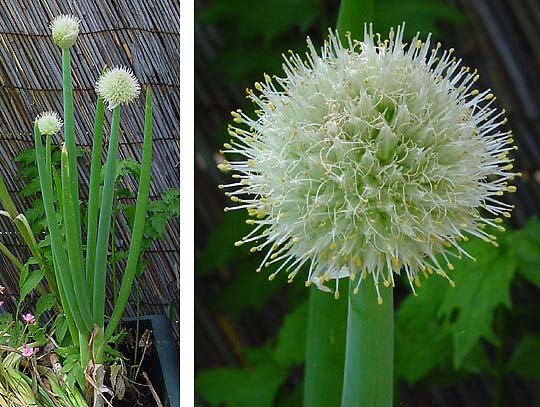
Cebula zwyczajna. Wiele roślin zakwita dopiero po okresie chłodu.

Jarowizacja, jaryzacja, wernalizacja – procesy biochemiczne zachodzące pod wpływem niskich temperatur u roślin ozimych i wieloletnich, wpływające na ich zakwitanie. Rośliny te bez okresu chłodu mogą rozwijać się tylko wegetatywnie, w ogóle nie tworząc kwiatów. Dopiero okres chłodów powoduje przejście rośliny w fazę generatywną. Długość niezbędnego do indukcji kwitnienia okresu wernalizacji zależy od gatunku rośliny. Temperatura okresu chłodu to najczęściej 0-10 °C.

## Wykorzystanie w ogrodnictwie
Zjawisko to ma praktyczne zastosowanie w ogrodnictwie, gdzie np. aby wytworzyły się pędy cebuli, rośliny te muszą przejść przez okres jarowizacji w temperaturze 5-10 °C. Dlatego też cebulę wysadkową należy przetrzymywać w temperaturach optymalnych dla jarowizacji (5-8 °C), natomiast temperatur tych trzeba unikać przechowując cebulę dymkę. Jarowizację wykorzystuje się w produkcji nasion niektórych gatunków warzyw. Kraje, w których temperatura zimy jest nieco wyższa niż 0 °C, przeszły na produkcję nasion buraka cukrowego i ćwikłowego, stosując tanią jednoroczną uprawę. Również w warunkach Polski, w rejonie nadmorskim o łagodnych zimach, można tą metodą produkować nasiona odmian wczesnej kapusty głowiastej. Nasiona sieje się z końcem czerwca – początkiem lipca, rośliny zimują w polu, wiosną zaś wykształcają od razu pędy kwiatostanowe i wydają wysoki plon dorodnych nasion.